# Zsófia Sarolta bajor hercegnő
E szócikk Zsófia bajor hercegnőről szól. Sógornőjét, Zsófia bajor hercegnét, született szász királyi hercegnőt lásd itt!
Zsófia Sarolta Auguszta bajor hercegnő (Herzogin Sophie Charlotte Auguste in Bayern) (München, 1847. február 23. – Párizs, 1897. május 4.), a Wittelsbach-ház Pfalz–Birkenfeld–Gelnhausen mellékágából származó hercegnő, Erzsébet királyné legkisebb húga, később alençon–orléans-i hercegné.

## Élete

### Származása, ifjúkora

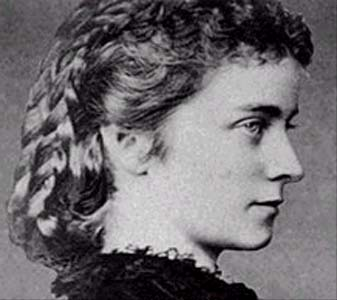
Zsófia Sarolta bajor hercegnő

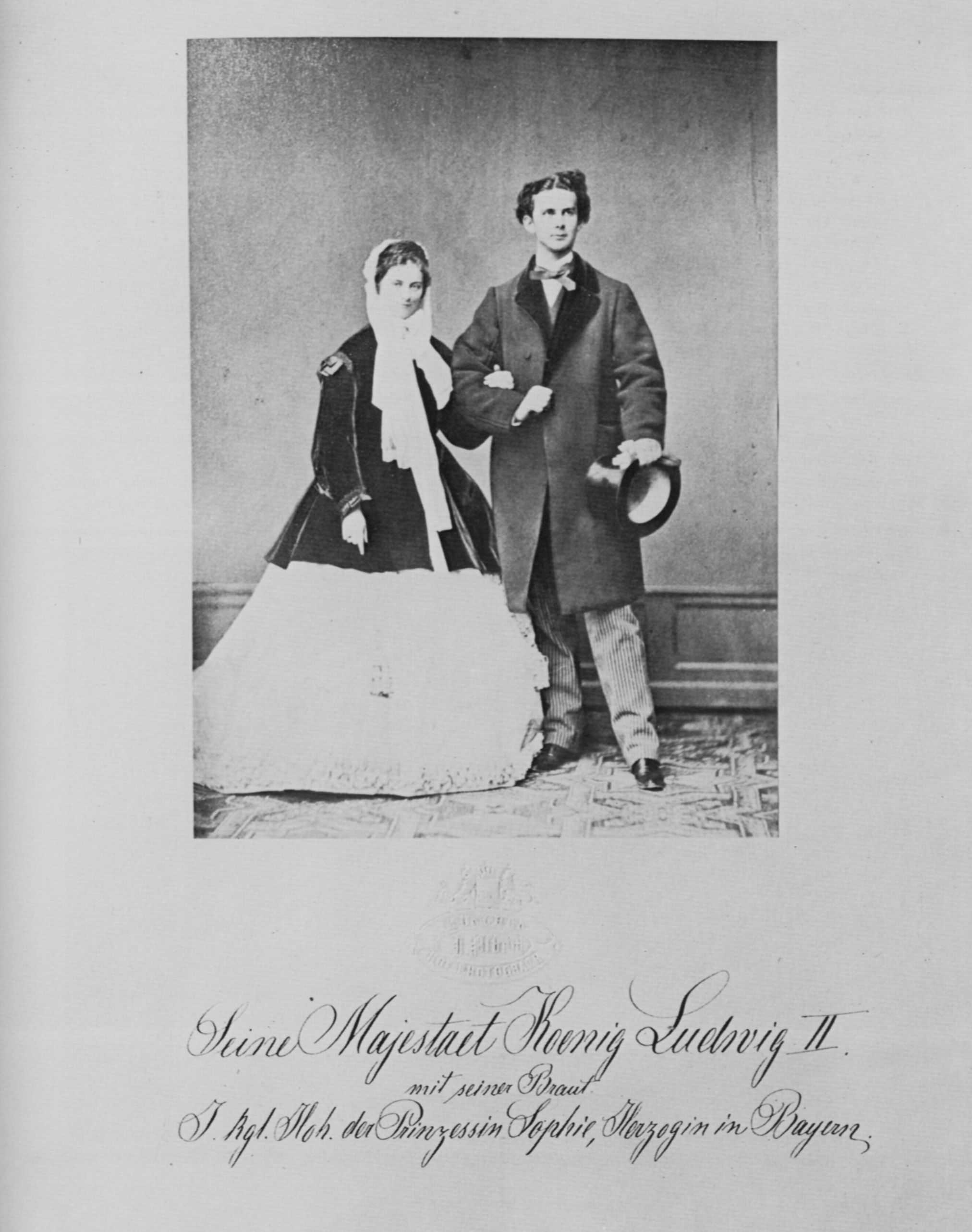
Eljegyzési fénykép Lajos trónörökössel

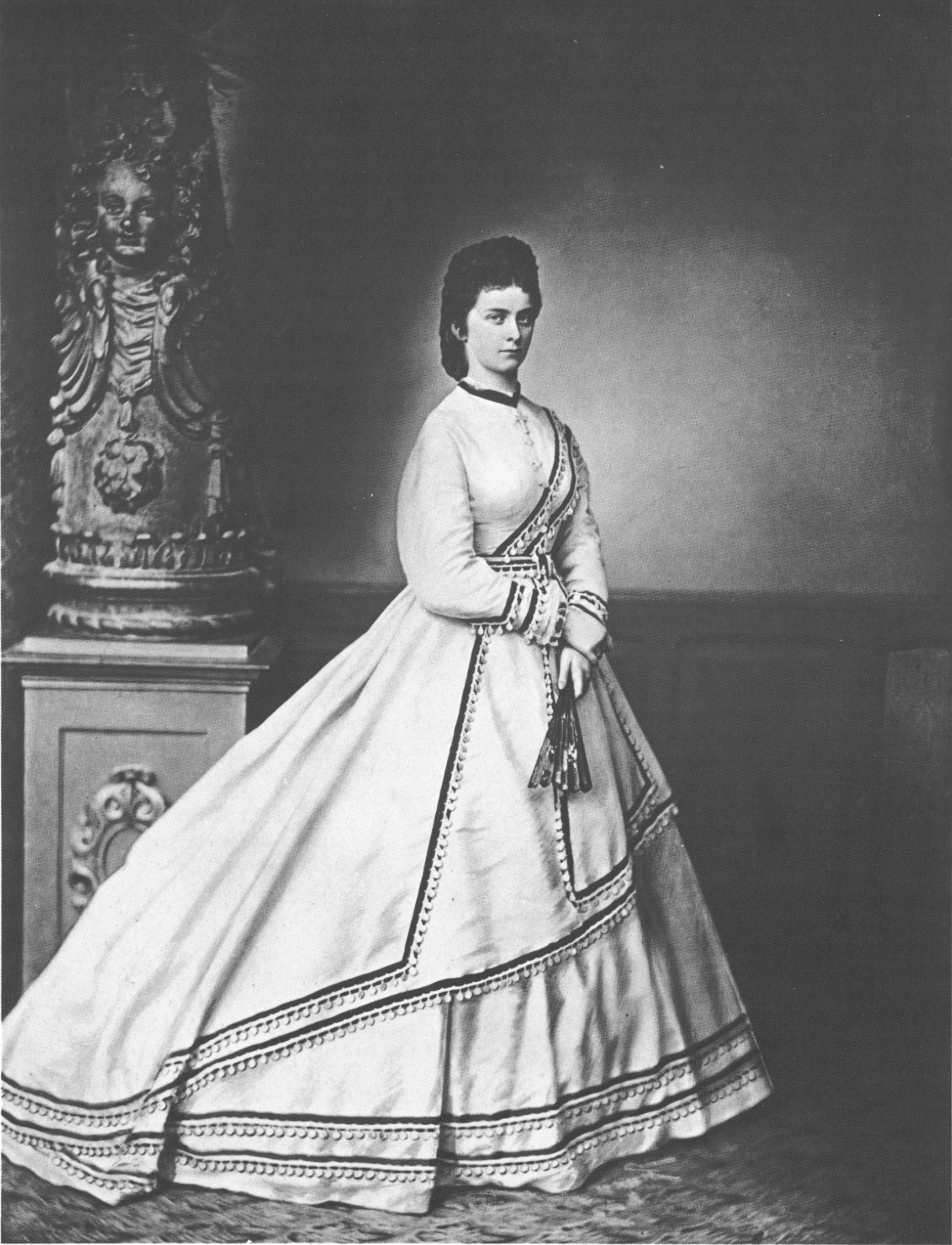
Zsófia Sarolta hercegnő

Miksa József bajor herceg és Mária Ludovika Vilma bajor királyi hercegnő 9. gyermekeként született, a leányok között ő volt a legfiatalabb.
Unokatestvérével, Lajos bajor trónörökössel, a későbbi II. Lajos királlyal járt egy ideig jegyben. Mindketten idealista és romantikus lelkek voltak, rajongtak Wagner zenéjéért. Lajos furcsa ember volt, például jegyesét nem valódi keresztnevén, hanem Wagner operahőseinek nevén szólította, a hercegnőt Elzának vagy Erzsébetnek nevezte, és saját leveleit is Siegfried vagy Heinrich néven írta alá. Mindez eleinte csupán Lajos furcsa játékainak egyike volt, később megtébolyodott.
Hivatalos eljegyzésüket 1867. január 22-én hirdették ki, de az esküvő napját többször is elhalasztották, mert a homoszexualitásra erősen hajló Lajos nem tudta magát elszánni a házasságra. A hercegnő apja, Miksa herceg ezt a helyzetet leánya számára megalázónak ítélte, és levelet írt Lajosnak, amelyben döntésre szólította fel: vagy vegye el Zsófia hercegnőt, vagy bontsák fel eljegyzésüket. Lajos 1867 októberében végleg lemondta az esküvőt.

### Házassága
Zsófia már a következő évben, 1868. szeptember 28-án feleségül ment a Bourbon–Orléans-i házból származó Ferdinándhoz (1844-1910), Alençon hercegéhez, I. Lajos Fülöp francia király unokájához. Az esküvőt a bajor hercegi család possenhofeni kastélyában tartották. Házasságában Zsófia megtalálta boldogságát. A párnak két gyermeke született:
- Lujza (1869–1952), aki Alfonz bajor hercegnek (1862–1933), Adalbert Vilmos bajor királyi herceg és Amália Filippa del Pilar spanyol infánsnő fiának, I. Lajos bajor király unokájának  lett a felesége (a fiág 1990-ben halt ki).
- Emánuel (1872–1931), Vendôme hercege, a Henrietta belga hercegnőt, I. Lipót belga király  unokáját vette feleségül (a fiág 1970-ben halt ki).

Mikor már gyermekei nagyok voltak, beleszeretett egy nős müncheni orvosba, Glaser doktorba. Az orvos felesége botránnyal és válással fenyegetőzött, erre a szerelmes pár a tiroli Meranba menekült, de elfogták őket. Ekkor titkos levelezésbe kezdtek, de ez is kiderült. Zsófiát a híres idegorvos, Krafft-Ebing grazi ideggyógyintézetébe zárták. (Richard von Krafft-Ebing a szexuális eltévelyedések specialistája volt).

### Tűzhalála
Zsófia hátralévő életében igen vallásos volt, sokan szentként emlegették. 1897. május 4-én a párizsi dominikánusok kórháza javára rendezett jótékony célú vásáron (Bazar de la Charité) tűz ütött ki. A hercegnő igen hősiesen és önfeláldozóan viselkedett, nem hagyta el az égő házakat, amíg minden vele együtt dolgozó leány biztonságba nem jutott. Ő maga életét veszítette a tűzben. Olyan súlyosan megégett, hogy orvosa csak a fogai alapján tudta azonosítani.
A tragédia hírére férjének nagybátyja, Aumale hercege szívrohamot kapott és meghalt. Nővére, Erzsébet császárné és királyné így fakadt ki: „Mindnyájan erőszakos halállal fogunk meghalni.”. Ő maga a következő évben Genfben gyilkosság áldozatául esett…
Zsófia Sarolta alençoni hercegné testét az Orléans-i család temetkezési helyére, Dreux-be szállították, és az ottani Királyi Kápolna (Chapelle Royale) kriptájában helyezték örök nyugalomra. 1910-ben elhunyt férjét is ide temették.
A Bazar de la Charité helyén, a párizsi Jean Goujon utcában később felépítették a Vigasztaló Miasszonyunk templomát (Église Notre-Dame-de-la-Consolation).

## Játékfilm
- Sophie - Sissis kleine Schwester (Zsófia, Sissi lázadó húga), 2001. [halott link]